# NGC 890
NGC 890 (również PGC 8997 lub UGC 1823) – galaktyka eliptyczna (E/SB0), znajdująca się w gwiazdozbiorze Trójkąta. Odkrył ją William Herschel 13 września 1784 roku.